# Râul Valea Vijanului
Râul Valea Vijanului este un râu afluent al Beliș. 